# Collegio di Harborough, Oadby and Wigston
Harborough, Oadby and Wigston è un collegio elettorale inglese situato nel Leicestershire, nelle Midlands Orientali, rappresentato alla Camera dei comuni del Parlamento del Regno Unito. Elegge un membro del parlamento con il sistema maggioritario a turno unico; l'attuale parlamentare è Neil O'Brien del Partito Conservatore, che rappresenta il collegio dal 2017.
Fino al 2024 era noto con il solo nome di Harborough.

## Estensione

Harborough dal 2010 al 2024

- 1885–1918: il Municipal Borough di Leicester, le divisioni sessionali di Lutterworth e Market Harborough, e parte delle divisioni sessionali di Leicester e East Norton.
- 1918–1950: i distretti urbani di Market Harborough, Oadby e Wigston e i distretti rurali di Blaby, Hallaton, Lutterworth e Market Harborough.
- 1950–1955: i distretti urbani di Market Harborough, Oadby e Wigston e i distretti rurali di Blaby, Lutterworth e Market Harborough.
- 1955–1974: i distretti urbani di Market Harborough e Wigstone i distretti rurali di Blaby, Lutterworth e Market Harborough.
- 1974–1983: i distretti urbani di Market Harborough, Oadby e Wigston e i distretti rurali di Billesdon e Market Harborough.
- 1983–1997: i ward del distretto di Harborough di Billesdon, Bosworth, Easton, Fleckney, Glen, Houghton, Kibworth, Langton, Lubenham, Market Harborough Bowden, Market Harborough North, Market Harborough South, Market Harborough West, Scraptoft, Thurnby e Tilton, e il Borough di Oadby and Wigston.
- 1997–2010: i ward del distretto di Harborough di Bosworth, Fleckney, Glen, Kibworth, Langton, Lubenham, Market Harborough Bowden, Market Harborough North, Market Harborough South e Market Harborough West, e i ward del borgo di Oadby and Wigston di All Saints, Bassett, Brocks Hill, Brookside, Central, Fairfield, Grange, St Peter's, St Wolstan's e Westfield.
- 2010–2024: i ward del distretto di Harborough di Bosworth, Fleckney, Glen, Kibworth, Lubenham, Market Harborough Great Bowden and Arden, Market Harborough Little Bowden, Market Harborough Logan e Market Harborough Welland, e i ward del borgo di Oadby and Wigston di Oadby Brocks Hill, Oadby Grange, Oadby St Peter's, Oadby Uplands, Oadby Woodlands, South Wigston, Wigston All Saints, Wigston Fields, Wigston Meadowcourt e Wigston St Wolstan's.
- dal 2024: i ward del distretto di Harborough di Glen; Kibworths; Lubenham; Market Harborough – Great Bowden and Arden; Market Harborough – Little Bowden; Market Harborough – Logan; Market Harborough – Welland, oltre al borgo di Oadby and Wigston.[1]

Il collegio prende il nome da Market Harborough, sede del distretto locale di Harborough; il collegio esclude parti del distretto di Harborough, inclusi alcuni quartieri orientali di Leicester, che si trovano nel collegio di Rutland and Melton, ma include il più piccolo Borough di Oadby and Wigston che confina con Leicester.

## Membri del parlamento
| Elezione | Elezione           | Deputato            | Partito      |
| -------- | ------------------ | ------------------- | ------------ |
|          | 1885               | Thomas Paget        | Liberale     |
|          | 1886               | Thomas Tapling      | Conservatore |
|          | 1891 (S)           | John William Logan  | Liberale     |
| 1904 (S) | Philip Stanhope    |                     | Liberale     |
| 1906     | R. C. Lehmann      |                     | Liberale     |
| Dic 1910 | John William Logan |                     | Liberale     |
| 1916 (S) | Percy Harris       |                     | Liberale     |
|          | 1918               | Keith Fraser        | Conservatore |
|          | 1923               | John Wycliffe Black | Liberale     |
|          | 1924               | Lewis Winby         | Conservatore |
| 1929     | Arthur Stuart      |                     | Conservatore |
| 1933 (S) | Ronald Tree        |                     | Conservatore |
|          | 1945               | Humphrey Attewell   | Laburista    |
|          | 1950               | John Baldock        | Conservatore |
| 1959     | John Farr          |                     | Conservatore |
| 1992     | Edward Garnier     |                     | Conservatore |
| 2017     | Neil O'Brien       |                     | Conservatore |

## Elezioni

### Elezioni negli anni 2020
| Partito                    | Partito                                   | Candidato                  | Risultati 4 luglio 2024 | Risultati 4 luglio 2024 |
| Partito                    | Partito                                   | Candidato                  | Voti                    | %                       |
| -------------------------- | ----------------------------------------- | -------------------------- | ----------------------- | ----------------------- |
|                            | Conservatore                              | Neil O'Brien               | 18 614                  | 36,94                   |
|                            | Laburista                                 | Hajira Piranie             | 16 236                  | 32,22                   |
|                            | Reform UK                                 | Danuta Jeeves              | 6 332                   | 12,57                   |
|                            | Lib Dem                                   | Phil Knowles               | 4 732                   | 9,39                    |
|                            | Verdi                                     | Darren Woodiwiss           | 4 269                   | 8,47                    |
|                            | Social Democratico                        | Robin Lambert              | 203                     | 0,40                    |
|                            |                                           |                            |                         |                         |
| Iscritti                   | Iscritti                                  | Iscritti                   | 77 407                  | 100,00                  |
| ↳ Votanti (% su iscritti)  | ↳ Votanti (% su iscritti)                 | ↳ Votanti (% su iscritti)  | 50 386                  | 65,09                   |
| ↳ Astenuti (% su iscritti) | ↳ Astenuti (% su iscritti)                | ↳ Astenuti (% su iscritti) | 27 021                  | 34,91                   |
|                            |                                           |                            |                         |                         |
|                            | Esito: collegio confermato a Conservatore |                            |                         |                         |

### Elezioni negli anni 2010
| Partito                    | Partito                                   | Candidato                  | Risultati 12 dicembre 2019 | Risultati 12 dicembre 2019 |
| Partito                    | Partito                                   | Candidato                  | Voti                       | %                          |
| -------------------------- | ----------------------------------------- | -------------------------- | -------------------------- | -------------------------- |
|                            | Conservatore                              | Neil O'Brien               | 31 698                     | 55,30                      |
|                            | Laburista                                 | Celia Hibbert              | 14 420                     | 25,16                      |
|                            | Lib Dem                                   | Zuffar Haq                 | 9 103                      | 15,88                      |
|                            | Verdi                                     | Darren Woodiwiss           | 1 709                      | 2,98                       |
|                            | Indipendente                              | Robin Lambert              | 389                        | 0,68                       |
|                            |                                           |                            |                            |                            |
| Iscritti                   | Iscritti                                  | Iscritti                   | 80 151                     | 100,00                     |
| ↳ Votanti (% su iscritti)  | ↳ Votanti (% su iscritti)                 | ↳ Votanti (% su iscritti)  | 57 320                     | 71,52                      |
| ↳ Astenuti (% su iscritti) | ↳ Astenuti (% su iscritti)                | ↳ Astenuti (% su iscritti) | 22 831                     | 28,48                      |
|                            |                                           |                            |                            |                            |
|                            | Esito: collegio confermato a Conservatore |                            |                            |                            |

| Partito                    | Partito                                   | Candidato                  | Risultati 8 giugno 2017 | Risultati 8 giugno 2017 |
| Partito                    | Partito                                   | Candidato                  | Voti                    | %                       |
| -------------------------- | ----------------------------------------- | -------------------------- | ----------------------- | ----------------------- |
|                            | Conservatore                              | Neil O'Brien               | 30 135                  | 52,32                   |
|                            | Laburista                                 | Andrew Thomas              | 17 706                  | 30,74                   |
|                            | Lib Dem                                   | Zuffar Haq                 | 7 286                   | 12,65                   |
|                            | UKIP                                      | Teck Khong                 | 1 361                   | 2,36                    |
|                            | Verdi                                     | Darren Woodiwiss           | 1 110                   | 1,93                    |
|                            |                                           |                            |                         |                         |
| Iscritti                   | Iscritti                                  | Iscritti                   | 78 793                  | 100,00                  |
| ↳ Votanti (% su iscritti)  | ↳ Votanti (% su iscritti)                 | ↳ Votanti (% su iscritti)  | 57 598                  | 73,10                   |
| ↳ Astenuti (% su iscritti) | ↳ Astenuti (% su iscritti)                | ↳ Astenuti (% su iscritti) | 21 195                  | 26,90                   |
|                            |                                           |                            |                         |                         |
|                            | Esito: collegio confermato a Conservatore |                            |                         |                         |

| Partito                    | Partito                                   | Candidato                  | Risultati 7 maggio 2015 | Risultati 7 maggio 2015 |
| Partito                    | Partito                                   | Candidato                  | Voti                    | %                       |
| -------------------------- | ----------------------------------------- | -------------------------- | ----------------------- | ----------------------- |
|                            | Conservatore                              | Edward Garnier             | 27 675                  | 52,74                   |
|                            | Laburista                                 | Sundip Meghani             | 8 043                   | 15,33                   |
|                            | UKIP                                      | Mark Hunt                  | 7 539                   | 14,37                   |
|                            | Lib Dem                                   | Zuffar Haq                 | 7 037                   | 13,41                   |
|                            | Verdi                                     | Darren Woodiwiss           | 2 177                   | 4,15                    |
|                            |                                           |                            |                         |                         |
| Iscritti                   | Iscritti                                  | Iscritti                   | 77 734                  | 100,00                  |
| ↳ Votanti (% su iscritti)  | ↳ Votanti (% su iscritti)                 | ↳ Votanti (% su iscritti)  | 52 471                  | 67,50                   |
| ↳ Astenuti (% su iscritti) | ↳ Astenuti (% su iscritti)                | ↳ Astenuti (% su iscritti) | 25 263                  | 32,50                   |
|                            |                                           |                            |                         |                         |
|                            | Esito: collegio confermato a Conservatore |                            |                         |                         |

| Partito                    | Partito                                   | Candidato                  | Risultati 6 maggio 2010 | Risultati 6 maggio 2010 |
| Partito                    | Partito                                   | Candidato                  | Voti                    | %                       |
| -------------------------- | ----------------------------------------- | -------------------------- | ----------------------- | ----------------------- |
|                            | Conservatore                              | Edward Garnier             | 26 894                  | 49,02                   |
|                            | Lib Dem                                   | Zuffar Haq                 | 17 017                  | 31,02                   |
|                            | Laburista                                 | Kevin McKeever             | 6 981                   | 12,72                   |
|                            | BNP                                       | Geoff Dickens              | 1 715                   | 3,13                    |
|                            | UKIP                                      | Marietta King              | 1 462                   | 2,66                    |
|                            | Democratici                               | David Ball                 | 568                     | 1,04                    |
|                            | Indipendente                              | Jeff Stephenson            | 228                     | 0,42                    |
|                            |                                           |                            |                         |                         |
| Iscritti                   | Iscritti                                  | Iscritti                   | 77 933                  | 100,00                  |
| ↳ Votanti (% su iscritti)  | ↳ Votanti (% su iscritti)                 | ↳ Votanti (% su iscritti)  | 54 865                  | 70,40                   |
| ↳ Astenuti (% su iscritti) | ↳ Astenuti (% su iscritti)                | ↳ Astenuti (% su iscritti) | 23 068                  | 29,60                   |
|                            |                                           |                            |                         |                         |
|                            | Esito: collegio confermato a Conservatore |                            |                         |                         |

### Elezioni negli anni 2000
| Partito                    | Partito                                   | Candidato                  | Risultati 5 maggio 2005 | Risultati 5 maggio 2005 |
| Partito                    | Partito                                   | Candidato                  | Voti                    | %                       |
| -------------------------- | ----------------------------------------- | -------------------------- | ----------------------- | ----------------------- |
|                            | Conservatore                              | Edward Garnier             | 20 536                  | 42,85                   |
|                            | Lib Dem                                   | Jill Hope                  | 16 644                  | 34,73                   |
|                            | Laburista                                 | Peter Evans                | 9 222                   | 19,24                   |
|                            | UKIP                                      | Marietta King              | 1 520                   | 3,17                    |
|                            |                                           |                            |                         |                         |
| Iscritti                   | Iscritti                                  | Iscritti                   | 74 528                  | 100,00                  |
| ↳ Votanti (% su iscritti)  | ↳ Votanti (% su iscritti)                 | ↳ Votanti (% su iscritti)  | 47 922                  | 64,30                   |
| ↳ Astenuti (% su iscritti) | ↳ Astenuti (% su iscritti)                | ↳ Astenuti (% su iscritti) | 26 606                  | 35,70                   |
|                            |                                           |                            |                         |                         |
|                            | Esito: collegio confermato a Conservatore |                            |                         |                         |

| Partito                    | Partito                                   | Candidato                  | Risultati 7 giugno 2001 | Risultati 7 giugno 2001 |
| Partito                    | Partito                                   | Candidato                  | Voti                    | %                       |
| -------------------------- | ----------------------------------------- | -------------------------- | ----------------------- | ----------------------- |
|                            | Conservatore                              | Edward Garnier             | 20 748                  | 44,69                   |
|                            | Lib Dem                                   | Jill Hope                  | 15 496                  | 33,38                   |
|                            | Laburista                                 | Raj Jethwa                 | 9 271                   | 19,97                   |
|                            | UKIP                                      | David Knight               | 912                     | 1,96                    |
|                            |                                           |                            |                         |                         |
| Iscritti                   | Iscritti                                  | Iscritti                   | 73 344                  | 100,00                  |
| ↳ Votanti (% su iscritti)  | ↳ Votanti (% su iscritti)                 | ↳ Votanti (% su iscritti)  | 46 427                  | 63,30                   |
| ↳ Astenuti (% su iscritti) | ↳ Astenuti (% su iscritti)                | ↳ Astenuti (% su iscritti) | 26 917                  | 36,70                   |
|                            |                                           |                            |                         |                         |
|                            | Esito: collegio confermato a Conservatore |                            |                         |                         |

## Risultati dei referendum

### Referendum sulla permanenza del Regno Unito nell'Unione europea del 2016
|             | Collegio   | Lasciare UE % | Rimanere in UE % |
| ----------- | ---------- | ------------- | ---------------- |
|             | Harborough | 52,2%         | 47,8%            |
| Inghilterra | 53,3%      | 46,7%         |                  |
| Regno Unito | 51,9%      | 48,1%         |                  |